# Gastrointestinale Lavage
Die Endoskopisch gesteuerte segmentale gastrointestinale Lavage (kurz Darmlavage; engl. Endoscopically guided segmental lavage) (von lat. gaster ‚Magen‘, intestinum ‚Darm‘ und lavare ‚waschen‘) ist ein medizinisch diagnostisches Verfahren, um bei Verdacht auf Nahrungsmittelallergie im Magen-Darm-Trakt lokal gebildete Immunglobuline gegen Nahrungsmittelbestandteile zu bestimmen, deren Nachweis in herkömmlichen Allergietests (Prick-Test oder Serum IgE) nicht immer möglich ist.

## Testprinzip
Antikörper gegen Nahrungsbestandteile kommen in einer geringen Menge in fast allen immunaktiven Gebieten des Verdauungstraktes (vor allem im terminalen Ileum, Blind- und Mastdarm (hier besonders der recto-sigmoidale Übergang) vor.
Eine quantitative Erhöhung kann auf eine bestehende Nahrungsmittelallergie hindeuten. Insbesondere der Nachweis einer erhöhten Konzentration von Antikörper der Klasse IgE hat sich als ein aussagekräftiger Hinweis erwiesen. Allerdings ist er bei Nahrungsmittelallergikern aufwändiger als z. B. bei Insektengiftallergikern, da bei Nahrungsmittelallergien nur nach langer Exposition und Sensibilisierung ein nennenswerter IgE-Serumspiegel im Blut nachweisbar ist. Wenn trotz Nahrungsmittelallergie im Serum kein erhöhter IgE-Spiegel nachweisbar ist, so kann dennoch eine lokale oder sero-negative gastrointestinal vermittelte Nahrungsmittelallergie vorliegen.
Ziel der Darmlavage ist, die Antikörper, die von der intestinalen Mukosa (z. B. Darmschleimhaut) gebildet werden, während einer endoskopischen Untersuchung direkt vor Ort (lokal) und somit in größtmöglicher Konzentration mittels ImmunoCAP-Verfahren nachzuweisen. Die Herausforderung besteht in der Messung der Immunglobuline in der Lavageflüssigkeit, deren Konzentration unter der eines normalen Serumtests liegen können. In der anschließenden Analyse versucht man, Konzentration des intestinalen spezifischen IgE-Antikörpers (z. B. gegen Soja, Kuhmilch, Nüsse etc.) nachzuweisen, um die Nahrungsmittelbestandteile, auf die der Körper sensibilisiert ist, zu bestimmen. Sollte ein erhöhter Sensibilisierungsgrad (intestinale spezifische IgE > 0,35 U/mg Protein) mit Verdacht auf Nahrungsmittelallergie vorliegen, so kann der Patient, durch Meidung eben jener Nahrungsmittel, beschwerdefrei werden oder er muss einer Provokationstestung mit diesen Allergenen unterzogen werden.

## Testdurchführung

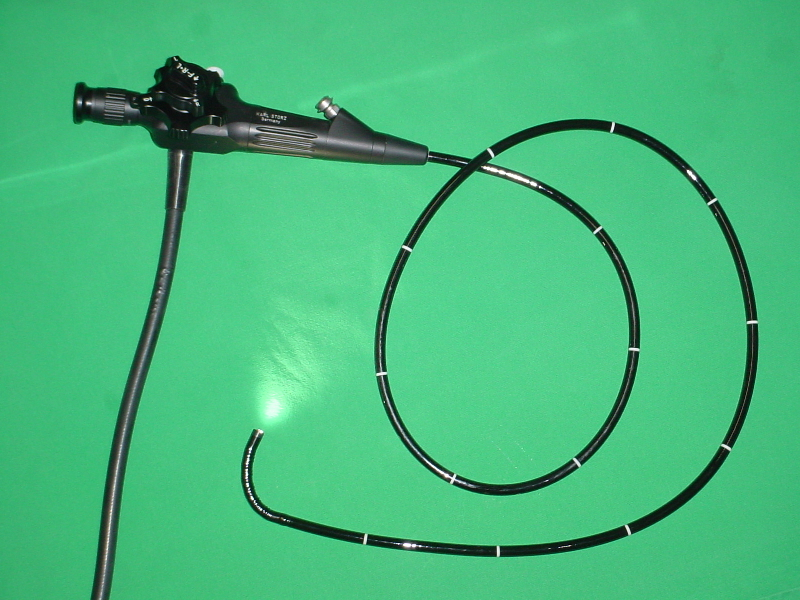
Endoskop

Lavage bei Coloskopie

Die Darmlavage wird im Rahmen einer Magen- oder Darmspiegelung (Enteroskopie oder Coloskopie) durchgeführt. Sie ist meist Bestandteil einer ausführlichen funktionellen Gewebediagnostik und ergänzt hierbei die Biopsiediagnostik und die übliche gastroenterologische Differentialdiagnostik.

Lavage bei Gastrojejunoskopie

Nach dem Erreichen des gewünschten Darmabschnittes wird durch den Arbeitskanal des Endoskops etwa 50–100 ml 0,9%ige Kochsalzlösung in einen Darmabschnitt gespritzt. Dort verbleibt die Flüssigkeit für einen festgelegten Zeitraum (eine Minute) und nimmt dabei die sezernierten Antikörper (IgE) und Immunmediatoren (ECP, Trypsin, TNF und andere) der Darmschleimhaut auf. Anschließend wird die Flüssigkeit abgesaugt und aufgefangen. Durch eine Vermischung mit Protease-Inhibitoren verhindert man eine enzymatische Zerlegung der Antikörper.
Zusätzlich werden bei der Endoskopie pro Darmabschnitt jeweils Biopsien entnommen, die Aussagen über Histamin-, ECP-, DAO- und Tryptasewerte oder Mastzell- und Eosinophilenaktivität liefern.
Die Lavageflüssigkeit wird anschließend bei −80 °C eingefroren, dabei bleiben die IgE Antikörper stabil. Entnommene Biopsien werden (im Gegensatz zu den gewöhnlichen Pathologiebiopsien) nicht in Formalin eingelegt, sondern direkt nach Entnahme in flüssigem Stickstoff schockgefroren oder lebend zur Allergiediagnostik verwandt (s. a. Mukosaoxygenation). Die so konservierten Proben können abschließend zur Auswertung an ein Labor verschickt werden.
| Untersuchung                  | 1. Lokalisation  | 2. Lokalisation   | 3. Lokalisation             |
| ----------------------------- | ---------------- | ----------------- | --------------------------- |
| Orale Lavage                  | Mundhöhle        | -                 | -                           |
| Lavage bei Gastrojejunoskopie | Duodenum         | mittleres Jejunum | -                           |
| Lavage bei Coloskopie         | terminales Ileum | Blinddarm         | Recto-sigmoidealer Übergang |

## Probenaufbereitung

ImmunoCAP

Eine Reihe von für die Allergiediagnostik wichtigen Laborwerten kann direkt aus der Lavageflüssigkeit bestimmt werden. Dazu gehört das eosinophile kationische Protein (ECP), die Mastzell-Tryptase, der TNF-a sowie das Gesamtprotein.
Der Nachweis von spezifischen Antikörpern gegen die Nahrungsmittelallergene (Nüsse, Soja, Weizen- und Roggenmehl, Fleisch, Geflügel etc.) gelingt erst nach Aufkonzentrierung der Lavageflüssigkeit. Sie wird dann, ähnlich wie bei der Serum-IgE-Bestimmung, in einem ImmunoCAP-Gerät auf die Gesamt- und spezifische IgE-Konzentrationen untersucht. Zugrunde liegt das ELISA-Prinzip: Auf schwammartigen Scheiben (CAPs) gebundene Allergene werden von den IgEs spezifisch erkannt und gebunden. Die restlichen Antikörper werden durch eine Spülung entfernt. Danach werden fluoreszenzmarkierte Antikörper hinzugegeben, die an die Fc-Region der anderen IgEs binden. Überflüssige Antikörper werden abermals weggespült. Wenn man die Antikörper nun mit Licht einer bestimmten Wellenlänge bestrahlt, so emittieren sie Licht in einer etwas größeren Wellenlänge. Diese emittierte Wellenlänge lässt sich gezielt messen und die IgE-Menge damit quantitativ bestimmen.

## Aussagekraft
Die oral, gastrointestinale oder endoskopisch gesteuerte Lavage basiert auf demselben Prinzip wie eine Serum-IgE-Bestimmung. Zugrunde liegt die Tatsache, dass bei einer Allergie vom Soforttyp eine IgE-Bildung vorausgeht.
Die IgE-Menge kann allerdings, (insbesondere dann, wenn man die Nahrungsmittel meidet, gegen die man allergisch reagiert) sehr gering sein und/oder im Serum nicht nachweisbar. Wenn die lokale IgE-Bildung im Darm vorliegt (IgE-positive Plasmazellen), können die spezifischen IgE-Antikörper dort ggf. in einer höheren Konzentration nachgewiesen werden (seronegative gastrointestinal vermittelte Allergie). Ähnliche Immunbefunde existieren auch bei der Coeliakie (lokale Transglutaminase-IgA-Antikörper). Ein positives Ergebnis (IgE-Spiegel > 0,35 U/mg Protein) heißt aber nicht zwangsläufig, dass eine Allergie vorliegt. Der aussagekräftigste Nachweis über das Vorhandensein einer Nahrungsmittelallergie findet sich dann, wenn bei der Provokation mit diesem Lebensmittel reproduzierbare Symptome auftreten und/oder wenn bei der Karenz (komplettes Meiden des Nahrungsmittels) die Symptome, die jeweilige Erkrankung und/oder Komplikation, oft assoziiert mit einem Rückgang des IgE-Spiegels, nicht mehr auftreten.
Bei isolierter Betrachtung an Untersuchungen einer ausgewählten Studienpopulation beträgt die Sensitivität der lokalen IgE-Bestimmung aus der Lavage Sensitivität (der korrekte Ausschluss einer Nahrungsmittelallergie) 91 % und die Spezifität (korrekter Ausschluss einer Nahrungsmittelallergie) 75 %. Betrachtet man noch zusätzlich den ECP-Spiegel, der ebenfalls über die Lavage gewonnen wird, so erreicht man eine Sensitivität von 91 Prozent und einer Spezifität von 80 Prozent.
Die endoskopisch gesteuerte segmentale gastrointestinale Lavage stellt eine endoskopische Methode zum Nahrungsmittelallergienachweis dar, als Goldstandard gilt weiterhin die doppelt blind placebokontrollierte Nahrungsmittelprovokation, die allerdings zeitaufwändig ist und das Risiko einer anaphylaktischen Reaktion birgt.

## Spezifische IgE-Antikörper
Es gibt eine Vielzahl an unterschiedlichsten Antigenen zum Nachweis von Allergen-spezifischem IgE auf dem Markt. Die oral aufgenommenen kann man unterteilen in:
| Kategorie                              | Beispiele |
| -------------------------------------- | --- |
| Arzneimittel (z. T. auch i.v.)         | Antibiotika (Amoxycilloyl, Ampicilloyl, Cefaclor, Penicilloyl G&V), Chlorhexidin, Chymopapain, Gelatine, Insulin (Human, Rind), Morphin, Pholcodin, Protamin, Suxamethonium, Tetanustoxoid |
| Nahrungsmittel – Cerealien/Mehle       | Buchweizenmehl, Dinkel, Gerstenmehl, Gluten, Hafermehl, Hirse, Leinsamen, Lupiensamen, Maismehl, Reis, Roggenmehl, Sesamschrot, Weizenmehl |
| Nahrungsmittel – Fische                | Aal, Buntbarsch, Forelle, Flunder, Hering, Kabeljau, Karpfen, Lachs, Makrele, Sardelle, Sardine, Scholle, Seehecht, Seelachs, Seezunge, Thunfisch, Venusmuschel, Wels, Zackenbarsch, Zander |
| Nahrungsmittel – Fleischsorten         | Elchfleisch, Hammelfleisch, Hühnerfleisch, Kaninchenfleisch, Pferdefleisch, Rindfleisch, Schweinefleisch, Truthahnfleisch |
| Nahrungsmittel – Hühnerei              | Conalbumin, Eigelb, Hühnereiweiß, Ovalbumin |
| Nahrungsmittel – Gemüse                | Avocado, Bambussprossen, Blumenkohl, Bohne, Broccoli, Champignon, Erbse, Fenchel, Gurke, Karotte, Kartoffel, Kichererbse, Knoblauch, Kohl, Kürbis, Linse, Olive, Rosenkohl, Rote Beete, Salat, Sellerie, Sojabohne, Spargel, Spinat, Süßkartoffel, Tomate, Zwiebel                                                  |
| Nahrungsmittel – Gewürze               | Anis, Basilikum, Chilipfeffer, Curry, Dill, Gewürznelke, Ingwer, Kümmel, Lorbeerblatt, Minze, Muskat, Oregano, Paprika, Petersilie, Pfeffer, Salbei, Thymian, Vanille, Zimt |
| Nahrungsmittel – Milch/Milchprodukte   | Cheddarkäse, Milcheiweiß, alpha-Lactalbumin, beta-Lactoglobulin, Kasein, Lactoferrin, (Kuh-, Schafs-, Stuten-, Ziegen-)Milch, Molke, Schimmelkäse |
| Nahrungsmittel – Muscheln/Schalentiere | Austern, Flusskrebs, Garnele, Hummer, Jakobsmuschel, Krabbe, Languste, Miesmuschel, Octopus, Schnecke |
| Nahrungsmittel – Zusatzstoffe          | Guarkern (E412), Gummi arabicum (E414), Johannisbrot (E410), Karminrot (E120), Targant (E413) |
| Nahrungsmittel – Nüsse                 | Cashewnuss, Erdnuss, Esskastanie, Haselnuss, Kokosnuss, Mandel, Paranuss, Pekannuss, Pinienkern, Pistazie, Walnuss |
| Nahrungsmittel – Obst                  | Ananas, Apfel, Aprikose, Banane, Birne, Blaubeere, Brombeere, Dattel, Erdbeere, Feige, Grapefruit, Hagebutte, Himbeere, Johannisbeere, Kakifrucht, Kirsche, Kiwi, Limone, Litschi, Mandarine, Mango, Orange, Papaya, Passionsfrucht, Pfirsich, Pflaume, Preiselbeere, Sternfrucht, Wassermelone, Weinbeere, Zitrone |
| Nahrungsmittel – Sonstiges             | Bäckerhefe, Fenchelsamen, Honig, Hopfen, Kaffee, Kakao, Kürbissamen, Malz, Mohnsamen, Rapssamen, Senf, Tee, Zuckerrübensamen |

Quelle:
Da die Kosten für die einzelnen IgE-Bestimmungen oder Mediatoren Tests hoch sind (z. B. GOÄ 14,57 €) wird zunächst eine Auswahl von fünf bis 15 Allergen-Tests getroffen (meist Grundnahrungsmittel), je nach Anamnese, Klinik, und weiteren Befunden.
Die häufigsten Allergene bei Nahrungsmittelallergien:
| Kinder/Jugendliche | Erwachsene |
| --- | --- |
| Kuhmilch, Milbestandteile, Hühnerei, Weizen, Nüsse, Sojaprodukte, Obst, Schimmelpilz-Produkte, Gemüse, Getreide, Fleisch, Fisch | Nüsse, Sojaprodukte, Sellerie, pollenassoziierte Nahrungsmittel (z. B. Obst), Weizen, Roggen, Gemüse, Hafer, Milchbestandteile, Fisch, Meeresfrüchte, Fleisch, Schimmelpilz-Produkte, Kuhmilch, Hühnerei, Geflügel |

Quelle: 

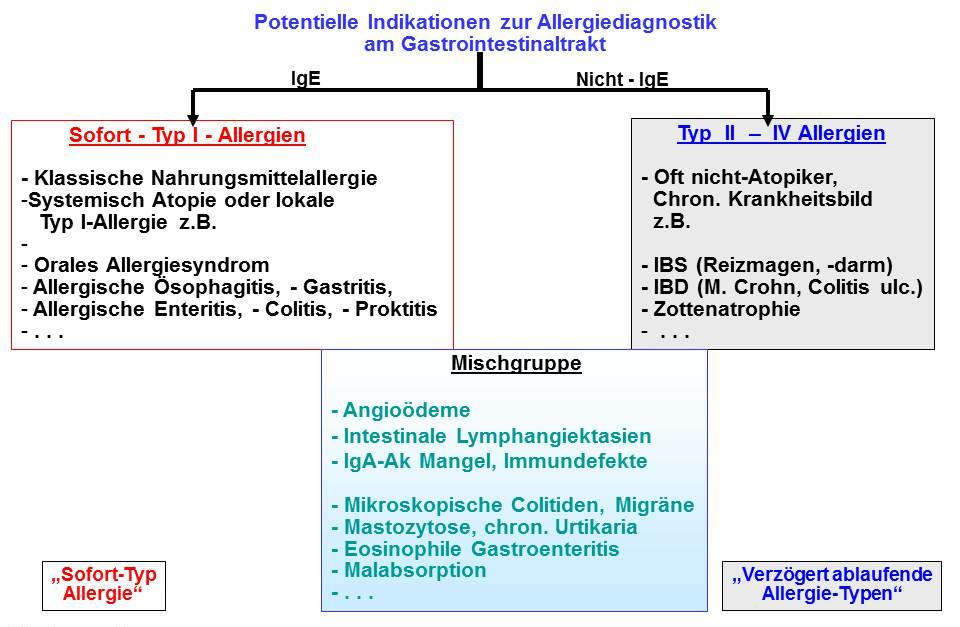
Erkrankungen mit potentiellen Allergie- & Immunphänomenen

Während sowohl private als auch gesetzliche Krankenkassen die Kosten für die Bestimmung von zehn verschiedenen spezifische IgEs im Serum übernehmen, bekommen bisher nur Privatpatienten die IgE-Bestimmung mittels Darmlavage bezahlt.
Da schon kleinste Mengen an Antigenen eine Allergie auslösen können, lohnt es sich in Ausnahmefällen, auch auf potenzielle Allergene zu testen, die normalerweise nicht oral aufgenommen werden (z. B. inhalative Allergene, Pollen, Schimmelpilze; z. B. eosinophile Ösophago-Gastroenteritis).

## Risiken und Komplikationen
Diese beschränken sich auf die allgemeinen Risiken einer Darmspiegelung.

## Geschichte und Entwicklung
1906: Clemens von Pirquet beschreibt Allergien
1940: Irving Gray liefert den wissenschaftlichen Beleg für Nahrungsmittelallergien: IgE-Ausschüttung in der Mukosa des Verdauungstraktes.
Trotz des Fortschritts in der Forschung gelingt es lange Zeit nicht, ein befriedigendes Nachweisverfahren zu entwickeln. Weder der Prick-Test noch der IgE-Nachweis im Serum zeigen zuverlässige Resultate bei Nahrungsmittelallergien; sie sind zwar bei einzelnen Subpopulationen ergiebig (z. B. atopisches Ekzem, orales Allergiesyndrom), aber nicht bei allen Patientenkollektiven. Der IgE-Spiegel im Blut ist manchmal unzuverlässig oder zu gering, um eine Nahrungsmittelallergie auszuschließen. Eine Studie belegt: 20 % der Probanden, denen zuvor mittels doppelt-blinder-placebo-kontrollierter oraler Nahrungsmittelprovokation (DBPCFC) eine Nahrungsmittelallergie attestiert wurde, zeigten keine erhöhten IgE-Werte im Blutserum (sero-negative gastrointestinal-vermittelte Allergie)
1985: Svein Kolmannskog versucht einen Nahrungsmittelallergie-Test über einen IgE-Nachweis im Stuhl.
1996: Erstmaliger Einsatz einer Darmlavage bei einer Patientin, bei der trotz schweren anaphylaktischen Reaktionen die übliche Diagnostik mit Prick- und Serum-IgE-Test ergebnislos blieb. Bei ihr konnten in verschiedenen Darmabschnitten des oberen und unteren Gastrointestinaltraktes lokal gebildete IgE-Antikörper gegen Schweinefleisch nachgewiesen werden. Die anschließende Überprüfung des Befundes der Lavage durch DBPCFC auf der Intensivstation führte zu Bauchschmerzen, Flush und Blutdruckabfall. Bei der Reproduktion der Allergie durch erneute orale Provokation 10 Jahre nach Karenzmaßnahmen zeigte sich, dass die Schweinefleischallergie weiterhin zu Beschwerden führte und die Beschwerden in abgeschwächter Form noch auslösten.
Ebenso konnte bei bestimmten Patienten-Subpopulationen mit z. B. Reizdarmsyndrom (IBS), chronisch entzündlichen Darmerkrankungen (CED), mikroskopischen Colitiden, gastrointestinalen Blutungen infolge Allergien, Mastozytose oder eosinophilen Erkrankungen eine Allergenidentifikation mit deutlicher Symptomverbesserung bzw. Abheilung der Erkrankung erreicht werden (s. a. Abb. Erkrankungen mit potentiellen Allergie- & Immunphänomenen). Allerdings finden sich nicht bei allen Personen oben genannter Erkrankungen derart fassbare Immunphänomene, sondern nur bei bestimmten Subgruppen, so dass klinisch vor Durchführung dieser speziellen gastroenterologischen Immundiagnostik eine präzise und standardisierte Vordiagnostik erforderlich ist.